# Emily Lau Wai-hing

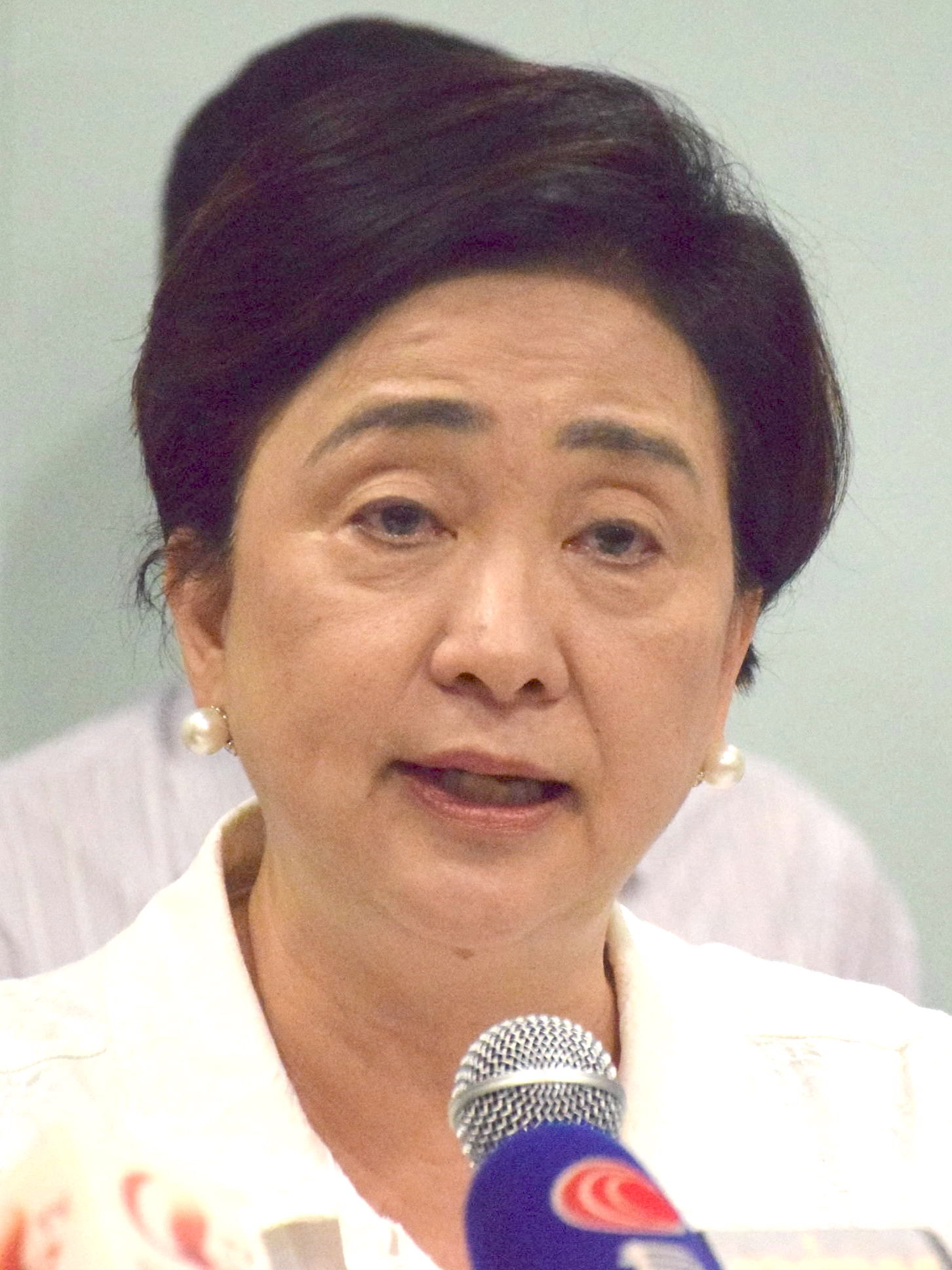
Emily Lau (2015)

Emily Lau Wai-hing, JP, (chinesisch 劉慧卿 / 刘慧卿, Pinyin Liú Huìqīng, Jyutping Lau4 Wai6hing1; * 21. Januar 1952 in Hongkong) ist eine Politikerin der Democratic Party, kurz DP, in Hongkong. Lau wurde 1991 als erste Frau in den Legislativrat Hongkongs gewählt und war in ihm als Abgeordnete für die Region New Territories East tätig. Sie wirkte bis 2016 als Friedensrichterin und war von 2012 bis 2016 Vorsitzende der DP.

## Leben und Wirken
Lau studierte von 1973 bis 1976 Journalistik an der University of Southern California. Sie schloss das Studium mit einem Bachelor of Arts in Fernsehjournalismus ab. Beruflich war Lau die Vorsitzende des Journalistenbunds in Hongkong.
Im Jahr 1991 wurde Lau als erste Frau in den Legislativrat in Hongkong gewählt und gilt als Pionierin der demokratischen Bewegung in Hongkong.